# 會厭顫音
會厭顫音暫時沒有正式的國際音標符號，但在相關書籍中有時以⟨ᴙ⟩（左右倒轉的ʀ，與西里爾字母я同形）表示。會厭輔音經常以音位變體的方式發成顫音；在一些語言，會厭顫音更是會厭輔音出現的主要形式。
根据一些描述，海達語北方方言的「咽腔顫音」是指會厭顫音。會厭輔音有時被認為是咽音的次分類。
會厭顫音也以元音方式出現。刺耳元音之定義，源於元音有會厭顫音的伴隨。